# Апвил Анбо
Апвил Анбо (фр. Appeville-Annebault) насеље је и општина у северној Француској у региону Горња Нормандија, у департману Ер која припада префектури Берне.
По подацима из 2011. године у општини је живело 889 становника, а густина насељености је износила 66,59 становника/km². Општина се простире на површини од 13,35 km². Налази се на средњој надморској висини од 16 метара (максималној 132 m, а минималној 19 m).

## Демографија
| 1962. | 1968. | 1975. | 1982. | 1990. | 1999. | 2011. |
| ----- | ----- | ----- | ----- | ----- | ----- | ----- |
| 556   | 643   | 617   | 723   | 779   | 779   | 889   |

График промене броја становника у току последњих година